# Qualificazioni al campionato europeo maschile di calcio 2004 - Gruppo 4

## Classifica
| Pos. | Squadra    | Pt | G | V | N | P | GF | GS | DR  |
| ---- | ---------- | -- | - | - | - | - | -- | -- | --- |
| 1.   | Svezia     | 17 | 8 | 5 | 2 | 1 | 19 | 3  | +16 |
| 2.   | Lettonia   | 16 | 8 | 5 | 1 | 2 | 10 | 6  | +4  |
| 3.   | Polonia    | 13 | 8 | 4 | 1 | 3 | 11 | 7  | +4  |
| 4.   | Ungheria   | 11 | 8 | 3 | 2 | 3 | 15 | 9  | +6  |
| 5.   | San Marino | 0  | 8 | 0 | 0 | 8 | 0  | 30 | -30 |

## Risultati

### Prima giornata
| Riga 7 settembre 2002, ore 20:00 UTC+3 | Lettonia     | 0 – 0 referto | Svezia | Stadio Skonto (8.500 spett.)\| Arbitro: \| De Bleeckere \| |
| Arbitro:                               | De Bleeckere |               |        |                                                            |

| Arbitro: | McKeon |

|  |           |                              |
|  | Marcatori | 75’ Kaczorowski 88’ Kukiełka |

### Seconda giornata
| Arbitro: | Stark |

|                 |           |            |
| Ibrahimović 76’ | Marcatori | 5’ Kenesei |

| Arbitro: | Busacca |

|  |           |             |
|  | Marcatori | 30’ Laizāns |

### Terza giornata
| Arbitro: | Orrason |

|                    |           |  |
| Gera 49’, 60’, 85’ | Marcatori |  |

### Quarta giornata
| Arbitro: | Khudiev |

|  |           |                      |
|  | Marcatori | 89’ (aut.) Valentini |

### Quinta giornata
| Chorzów 29 marzo 2003, ore 20:00 UTC+1 | Polonia   | 0 – 0 referto | Ungheria | Stadio della Slesia (42.200 spett.)\| Arbitro: \| De Santis \| |
| Arbitro:                               | De Santis |               |          |                                                                |

### Sesta giornata
| Arbitro: | Loizou |

|                                                      |           |  |
| Szymkowiak 5’ Kosowski 26’ Kuźba 54’, 90’ Karwan 81’ | Marcatori |  |

| Arbitro: | Batista |

|             |           |                  |
| Lisztes 64’ | Marcatori | 33’, 66’ Allbäck |

### Settima giornata
| Arbitro: | Byrne |

|                                     |           |  |
| Prohorenkovs 10’ Bleidelis 21’, 74’ | Marcatori |  |

### Ottava giornata
| Arbitro: | Merk |

|                           |           |                  |
| Szabics 51’, 58’ Gera 87’ | Marcatori | 38’ Verpakovskis |

| Arbitro: | Delević |

|  |           |                                                     |
|  | Marcatori | 16’, 60’, 70’ Jonson 49’, 85’ Allbäck 55’ Ljungberg |

### Nona giornata
| Arbitro: | Veissière |

|                               |           |  |
| Svensson 16’, 72’ Allbäck 43’ | Marcatori |  |

| Arbitro: | Clark |

|  |           |                                                  |
|  | Marcatori | 4’ Böőr 20’, 81’ Lisztes 60’ Kenesei 76’ Szabics |

### Decima giornata
| Arbitro: | Messner |

|                                                                           |           |  |
| Jonson 32’ Jakobsson 48’ Ibrahimović 53’, 81’ (rig.) Källström 66’ (rig.) | Marcatori |  |

| Arbitro: | Vassaras |

|  |           |                         |
|  | Marcatori | 36’ Szymkowiak 39’ Kłos |

### Undicesima giornata
| Arbitro: | Bo Larsen |

|                                     |           |             |
| Verpakovskis 38’, 51’ Bleidelis 43’ | Marcatori | 53’ Lisztes |

| Arbitro: | Riley |

|  |           |                         |
|  | Marcatori | 3’ Nilsson 38’ Mellberg |

### Dodicesima giornata
| Arbitro: | De Santis |

|  |           |                  |
|  | Marcatori | 22’ Verpakovskis |

| Arbitro: | González |

|             |           |                     |
| Szabics 48’ | Marcatori | 10’, 63’ Niedzielan |

## Statistiche

### Classifica marcatori
5 reti
- Marcus Allbäck

4 reti
- Māris Verpakovskis
- Mattias Jonson
- Zoltán Gera
- Krisztián Lisztes
- Imre Szabics

3 reti
- Imants Bleidelis
- Zlatan Ibrahimović (1 rig.)

2 reti
- Marcin Kuźba
- Andrzej Niedzielan
- Mirosław Szymkowiak
- Anders Svensson
- Krisztián Kenesei

1 rete
- Andrejs Prohorenkovs
- Juris Laizāns
- Paweł Kaczorowski
- Bartosz Karwan
- Tomasz Kłos
- Kamil Kosowski
- Mariusz Kukiełka
- Andreas Jakobsson
- Kim Källström (1 rig.)
- Fredrik Ljungberg
- Olof Mellberg
- Mikael Nilsson
- Zoltán Böőr

autoreti
- Carlo Valentini (pro Lettonia)